# Meerkat
Meerkat, phát âm tiếng Việt là Mia-kát (Suricata suricatta) hay còn gọi là cầy vằn, chồn đất, chồn đất châu Phi, hồ cầy, chồn cầy, cầy meerkat, chồn meerkat là một loài động vật có vú nhỏ thuộc Họ Cầy lỏn, và là loài duy nhất của chi Suricata. Meerkat sinh sống trong tất cả các khu vực của sa mạc Kalahari ở Botswana và Nam Phi. Loài động vật này sinh sống theo từng bầy, mỗi bầy có khoảng 20 đến 30 con, cá biệt có bầy lên đến 50 con. Meerkat có tuổi thọ trung bình từ 12-14 năm.

## Tên gọi
Trong tiếng Anh, thuật ngữ "Meerkat" là một từ vay mượn tiếng Afrikaans (phát âm [ˈmeə̯rkɐt]). Tên gọi này có nguồn gốc tiếng Hà Lan nhưng đã bị xác định nhầm. Meerkat trong tiếng Hà Lan đề cập đến "guenon", một loài khỉ thuộc chi Cercopithecus. "Meerkat" là từ tiếng Hà Lan của "mèo hồ", nhưng suricata không thuộc Họ Mèo, từ này có thể bắt đầu như một từ Hà Lan chuyển thể từ phái sinh của tiếng Phạn markaţa मर्कट = "vượn",.
Và cả suricata cũng như guenon đều không thích ở hồ, tên gọi này đã có thể bắt đầu như một sự áp dụng của tiếng Hà Lan từ tiếng Phạn मर्कट markaṭa, tiếng Phạn = " khỉ ", có lẽ ở châu Phi thông qua một thủy thủ Ấn Độ trên một tàu của Công ty Đông Ấn Hà Lan. Các thương nhân của Công ty Đông Ấn Hà Lan đã quen với loài khỉ, nhưng những người định cư Hà Lan đã gán tên gọi nhầm cho loài vật ở Mũi Nam Phi.

## Phân loài
Có ba phân loài meerkat:
- Suricata suricatta siricata
- Suricata suricatta iona
- Suricata suricatta majoriae

## Đặc điểm
Meerkat là loại thú ăn thịt nhỏ kiếm ăn vào ban ngày, khối lượng trung bình 0,62 và 0,97 kg (1,4 và 2,1 lb). và không khác biệt lớn giữa con đực và con cái (dù một số con cái đầu đàn có thể nặng hơn những con còn lại). Thân mình và các chân mảnh và dài, chiều dài cơ thể từ 35 đến 50 xentimét (14 đến 20 in) và thêm vào đó cái đuôi dài khoảng 25 xentimét (9,8 in). Đuôi của chúng không rậm lông như những loài chồn khác, nhưng khá dài và thon, chóp đuôi có màu đen nâu hoặc nâu đỏ sẫm, có chiều dài gần bằng với thân mình. Meerkat dùng đuôi để cân bằng khi đứng bằng hai chân sau.
Khuôn mặt chúng hình chóp, nhọn ra đến lỗ mũi và mũi có màu nâu. Xung quanh đôi mắt và tai là mảng màu đen, chúng có đôi tai nhỏ hình trăng lưỡi liềm và có thể khép lại để loại trừ đất khi đào hang. Cũng như loài mèo, meerkat có cấu tạo hai mắt nhìn hướng về phía trước và có khả năng nhận thức về mối nguy hiểm bị săn mồi trong phạm vi rộng khi đứng thẳng bằng hai chân sau để quan sát cũng như cảnh báo cho bầy đàn.
Meerkat có móng chân cứng, không thể thu lại như mèo, dài khoảng 2 cm (0,79 inch) móng vuốt cong được sử dụng để đào hang và đào tìm mồi. Móng vuốt cũng được sử dụng với hai chân sau để giúp bám leo lên cây. Meerkat có chân dài thon thả và có bốn ngón chân trên mỗi bàn chân. Lông chúng có sọc song song ngắn trên lưng thường có màu nâu xám nhạt hoặc màu nâu với một màu sáng, kéo dài từ gốc đuôi đến vai, đây là điểm đặc biệt của mỗi con Meerkat. Bên dưới vùng bụng, lông thưa thớt, màu sáng có những đốm vá và hiển thị bên dưới da đen. Meerkat sử dụng khu vực này để hấp thụ nhiệt trong khi đứng trên chân sau của nó, thường là vào buổi sáng sớm sau đêm lạnh sa mạc.

## Tập tính

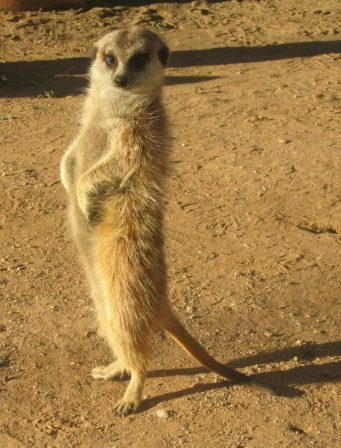
Một con meerkat ở Sa Mạc Kalahari

Meerkat là động vật đào hang nhỏ, sống trong hang ngầm rộng lớn với nhiều lối ra vào và thường rời khỏi vào ban ngày, trừ khi cần tránh nắng vào buổi chiều. Chúng sống rất có trật tự, trung bình có 20 đến 30 thành viên. Meerkat trong cùng một nhóm thường xuyên chải lông cho nhau để tăng cường liên kết xã hội. Cặp đầu đàn thường phát ra mùi hương đặc trưng - dấu hiệu thể hiện quyền lực của mình trong nhóm. Hành vi này cũng thường được thực hiện khi các thành viên trong đàn được đoàn tụ sau một thời gian ngắn ra ngoài. Nhất là khi tất cả các meerkat đều là anh chị em hoặc con cái của cặp đầu đàn.
Meerkat thể hiện sự quan tâm lẫn nhau trong đàn, một hoặc nhiều meerkat đứng canh gác trong khi những con khác đang tìm kiếm thức ăn hay đùa nghịch, để cảnh báo khi có nguy hiểm đến gần. Khi một động vật ăn thịt được phát hiện, Meerkat làm lính gác kêu một tiếng cảnh báo, và các thành viên khác của nhóm sẽ chạy và ẩn vào một trong những hốc nhỏ và truyền tin trên toàn lãnh thổ của chúng. Meerkat lính gác là con đầu tiên xuất hiện trở lại từ các hang và tìm kiếm các động vật ăn thịt, liên tục hét để báo cho những con khác dưới hang. Nếu không có mối đe dọa, các Meerkat lính gác dừng tín hiệu lại và những con khác cảm thấy an toàn để xuất hiện.
Meerkat cũng trông những con non trong nhóm. Những con cái chưa bao giờ sinh sản thường chăm sóc những cặp thừa kế đầu đàn còn nhỏ, trong khi con cái đầu đàn không ở chung với phần còn lại của nhóm. Nó cũng bảo vệ con non khỏi những hiểm họa do chúng tự gây ra khi chưa đủ bản năng. Lúc có cảnh báo nguy hiểm, con cái chuẩn bị an toàn để bảo vệ chúng, nếu chưa thể rút lui vào hang, nó gom các con non lại với nhau và nằm che chắn phần đầu cho chúng.. Meerkat cũng được biết đến để chia sẻ hang với Mongoose vàng và Sóc đất, loài mà không cạnh tranh các nguồn thức ăn. Đôi khi không may mắn, chúng phải chia sẻ hang với loài rắn.
Giống như nhiều loài, Meerkat trẻ học bằng cách quan sát và bắt chước hành vi của con trưởng thành mặc dù con lớn cũng tham gia vào các hoạt động huấn luyện. Ví dụ, Meerkat trưởng thành dạy chúng làm thế nào để loại bỏ nọc khi ăn một con bọ cạp độc và giúp cho chúng cách làm thế nào để bắt mồi.. Trong thứ tự bầy đàn, những con meerkat khỏe đôi khi giết chết các thành viên trẻ của nhóm. Những con Meerkat yếu hơn giết con của các thành viên cấp cao để cải thiện vị trí cho con của chính nó. Hiện nay, ta có thể thấy Meerkat được đưa vào giải trí tại các lễ hội, trong đó có những cuộc thi đấu vật và đua tốc độ.

### Tiếng kêu
Tiếng kêu của Meerkat có thể mang những ý nghĩa cụ thể, với các tiếng kêu đặc biệt cho thấy các loại động vật ăn thịt và tính cấp bách của tình hình. Ngoài các tiếng kêu báo động, meerkat cũng thực hiện tiếng hét hoảng sợ, tiếng kêu tập hợp, di chuyển đàn. Tiếng kêu Meerkat có lúc nhỏ nhẹ, kêu ré, gầm gừ, hoặc la hét, tùy thuộc vào hoàn cảnh. Meerkats gọi báo động khác nhau tùy thuộc vào việc chúng đã nhìn thấy chim săn mồi từ trên không hoặc một động vật ăn thịt trên cạn.
Hơn nữa, đặc tính âm thanh của tiếng kêu sẽ thay đổi với mức độ khẩn cấp của hiểm họa. Vì vậy, 6 âm thanh báo động khác nhau gọi với 6 ý nghĩa khác nhau đã được xác định: động vật ăn thịt trên không với giọng trầm, trung bình và âm vực cao khi có động vật ăn thịt trên cạn và liên tục lặp lại khi có tính cấp bách. Meerkat phản ứng khác nhau sau khi nghe tiếng báo động vật ăn thịt trên cạn hay trên không. Ví dụ, khi nghe một tiếng báo động vật ăn thịt cấp bách trên mặt đất, meerkat có nhiều khả năng tìm nơi trú ẩn và nhìn xung quanh. Mặt khác, khi nghe tiếng báo động khẩn cấp động vật ăn thịt trên không, meerkat có nhiều khả năng thu mình nằm yên, trong vài trường hợp chúng cũng nhìn về phía bầu trời.

## Tập tính ăn

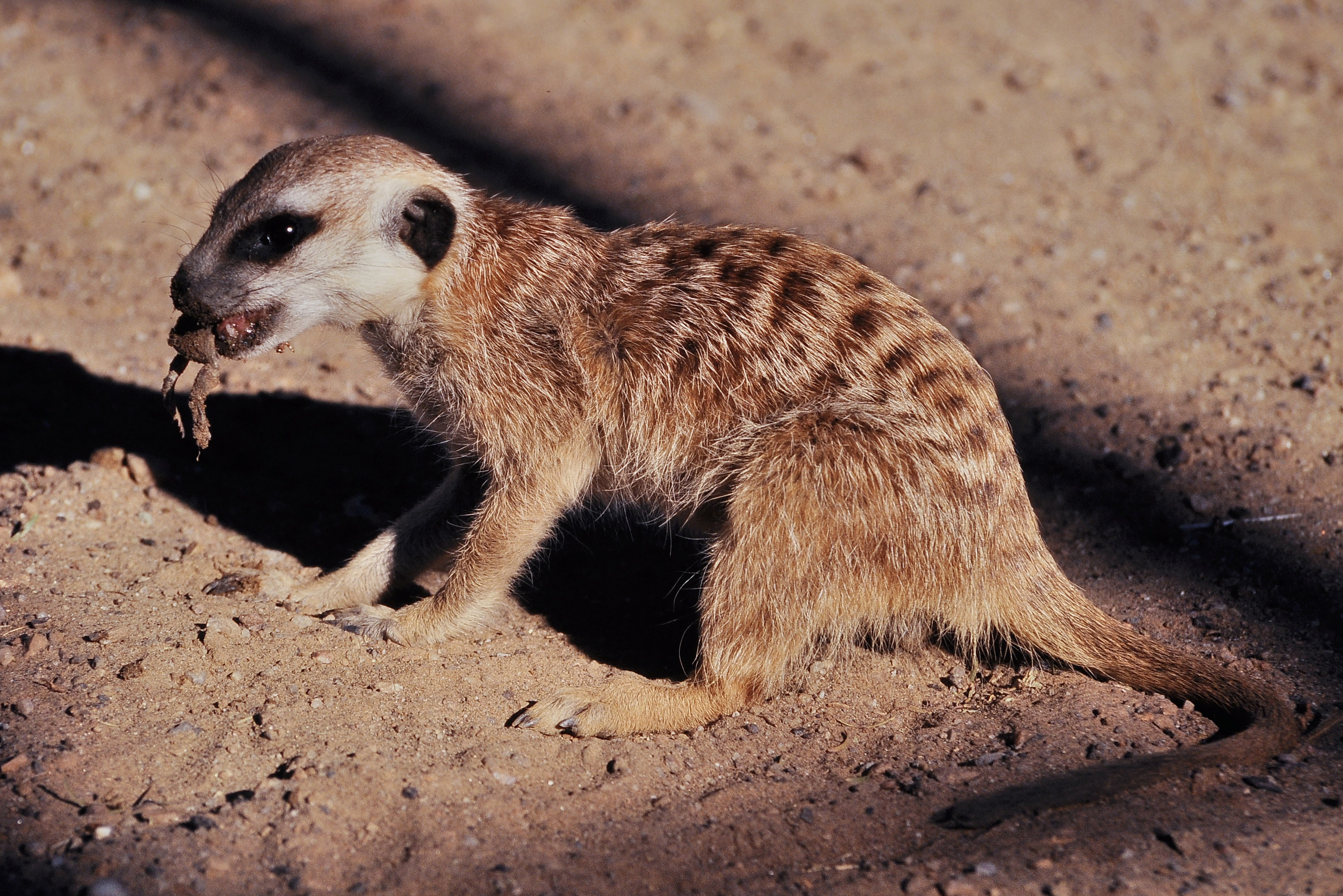
Cầy Meerkat ở Namibia đang ăn một con ếch

Meerkat chủ yếu ăn các loại côn trùng, nhưng cũng ăn thằn lằn, rắn, bọ cạp, nhện, cây, trứng, động vật có vú nhỏ, rết, cuốn chiếu và hiếm hơn là những con chim nhỏ và nấm (Kalaharituber pfeilii). Meerkat miễn nhiễm với một số loại nọc độc, trong đó có nọc độc rất mạnh của bọ cạp ở Sa mạc Kalahari. Không giống như con người, chúng không có nơi tích trữ chất béo dư thừa trong cơ thể, nên tìm kiếm thức ăn là một nhu cầu hàng ngày của chúng.
Meerkat tìm thức ăn theo nhóm với một "lính gác" cảnh giác động vật ăn thịt trong khi những con khác đang tìm kiếm thức ăn. Nhiệm vụ canh gác thường là dài hơn một giờ. Một Meerkat có thể đào lỗ với số lượng cát bằng khối lượng của nó chỉ trong vài giây. Meerkat con bắt đầu tìm kiếm thức ăn khi chúng khoảng trên 1 tháng tuổi, học kỹ năng săn mồi từ các cựu thành viên trong nhóm, đó như là những gia sư của chúng. Meerkat "lính gác" đứng yên quan sát khi phạm vi kiếm mồi là an toàn. Nếu đàn Meerkat đang gặp nguy hiểm, nó la hét ầm ĩ để báo động cho cả đàn tìm nơi trú ẩn.

## Sinh sản

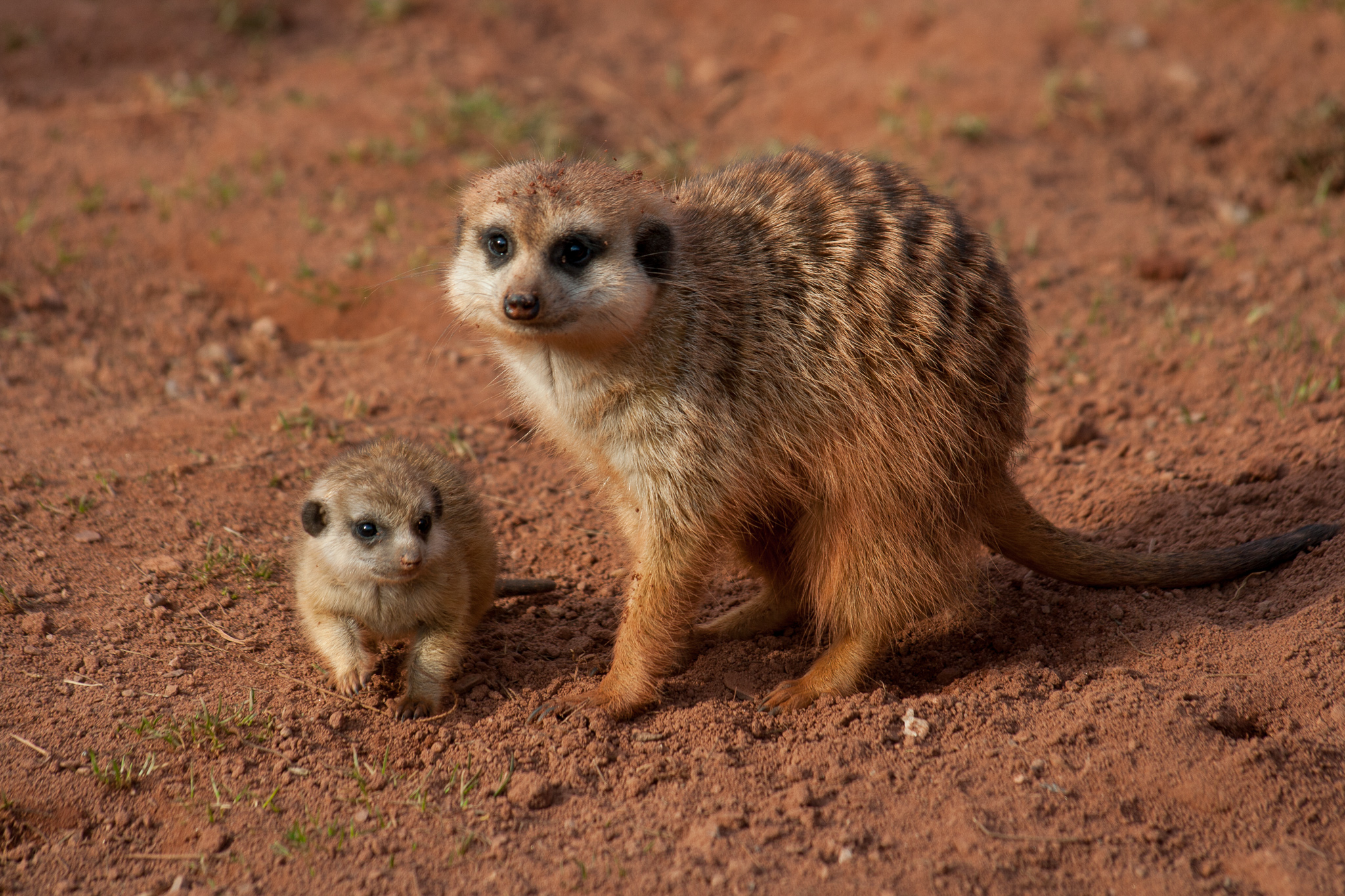
Cầy bố và cầy con

Một Meerkat trong sa mạc Kalahari Meerkat trở nên thuần thục chừng một năm tuổi và có thể sinh từ 1 đến năm con một lứa, thông thường ba con mỗi lứa là phổ biến nhất. Meerkat hoang dã có thể sinh đến bốn lứa mỗi năm. Meerkat là loài sinh sản nhanh và có thể sinh bất cứ lúc nào trong năm nhưng hầu hết xảy ra vào mùa có thời tiết ấm áp. Những con non được phép rời khỏi hang ở ba tuần tuổi. Khi meerkat con đã sẵn sàng để ra khỏi hang, toàn bộ gia tộc meerkat sẽ đứng xung quanh hang để xem. Một số con non cố gắng thể hiện bản lĩnh để trong đàn chú ý đến nó nhiều hơn.
Không có màn "tỏ tình" hay các "nghi lễ" gì, chúng chỉ giao phối khi con cái đã sẵn sàng. Con đực thường áp dụng tư thế ngồi trong lúc giao phối. Thời gian mang thai của con cái kéo dài khoảng 11 tuần, con non được sinh ra và bú sữa mẹ trong hang dưới lòng đất. Tai của con non mở khoảng 15 ngày và mở mắt ở 10 đến 14 ngày tuổi. Chúng cai sữa khoảng 49 tới 63 ngày tuổi. Chúng không đi được cho đến khi ít nhất 21 ngày tuổi và luôn có con trưởng thành ở cạnh. Sau đó một tuần hoặc lâu hơn, chúng tham gia tìm kiếm thức ăn cùng các con lớn.
Thông thường, các con Meerkat giao phối cùng nhau theo từng đôi. Chúng thường giết những con không phải do mình sinh ra để bảo đảm con của chúng cơ hội sống sót tốt nhất. Những cặp đầu đàn có thể trục xuất hoặc hành hung những bà mẹ có con vi phạm. Nhóm mới được hình thành từ các con bị trục xuất, kết đàn cùng những con đực lang thang. Nếu cặp đầu đàn là ruột thịt (điều này xảy ra khi con cái đầu đàn chết đi và được kế tục bởi con (giống) cái của nó) chúng sẽ không giao phối, sinh sản trong đàn do những con cái phối cùng những con đực của bầy khác. Vì thế, những con đang mang thai có xu hướng ăn thịt những con non của con khác trong đàn.

## Thích nghi
Một nhóm Meerkat có thể chết đi vì động vật ăn thịt tấn công, hoặc cặp đầu đàn của nó không có khả năng sinh sản, nạn đói do hạn hán hay dịch bệnh. Một nhóm Meerkat mới hình thành từ những con cái bị trục xuất khỏi đàn kết hợp với những con đực tách lẻ để tìm kiếm bạn đời. Số lượng trong nhóm này thường là 2 đến năm con. Số lượng của các thành viên trong mỗi đàn có thể thay đổi để thích nghi. Một đàn mà quá lớn có thể thường xuyên phải phân tán rộng rãi để tìm đủ thức ăn. Thế nên, khi cần chui vào hang ẩn náu khẩn cấp, các thành viên của nhóm có thể xảy ra tranh chấp ở các cửa hang khác nhau, kết quả sẽ rất dễ bị thú ăn thịt tấn công.

## Hình ảnh

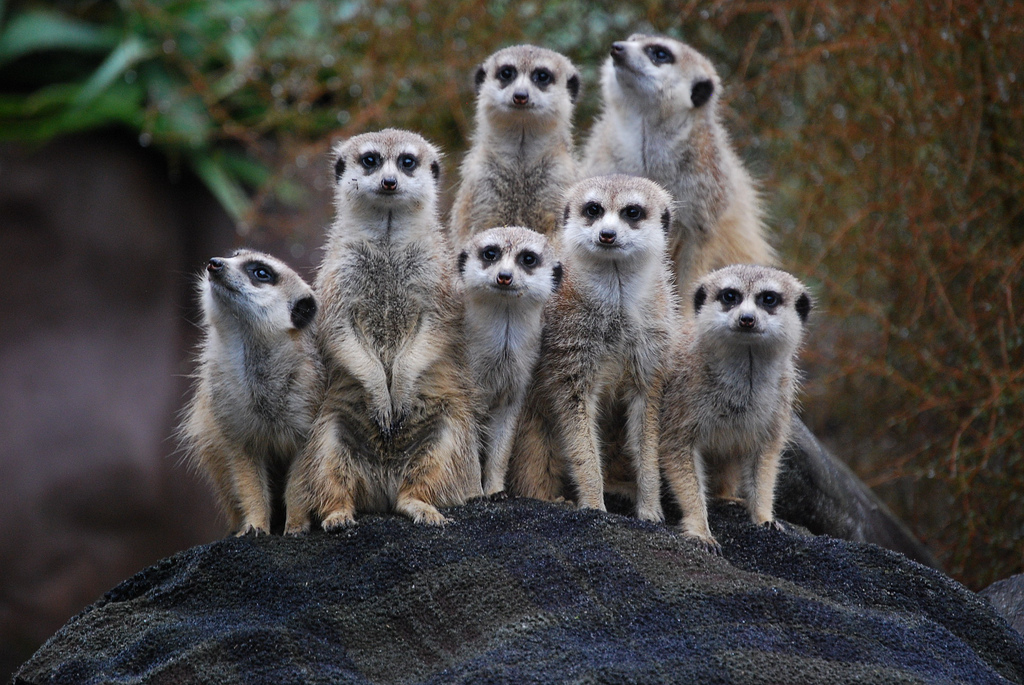
Ở Vườn thú Auckland
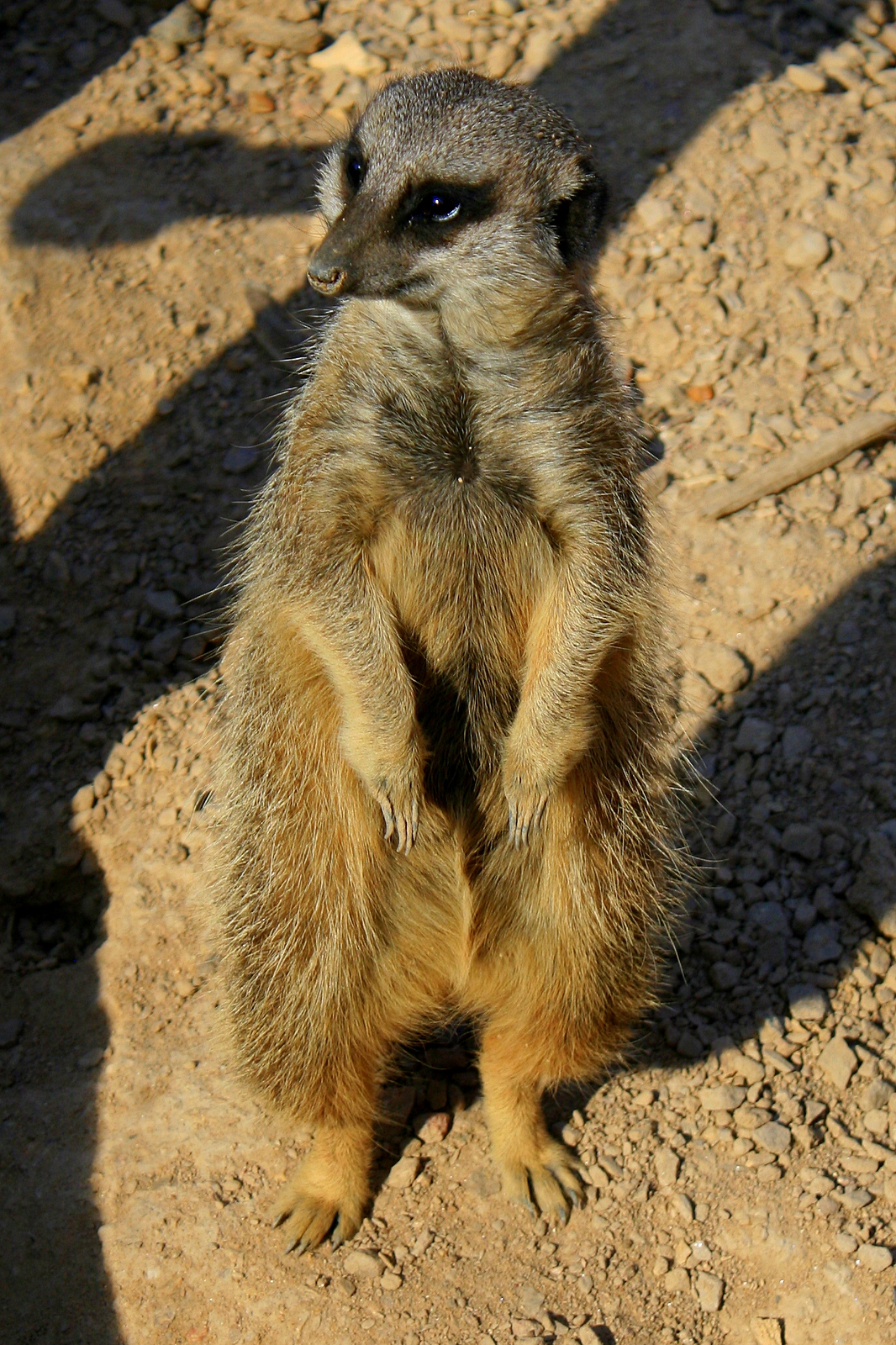
Meerkat đứng bằng chân sau
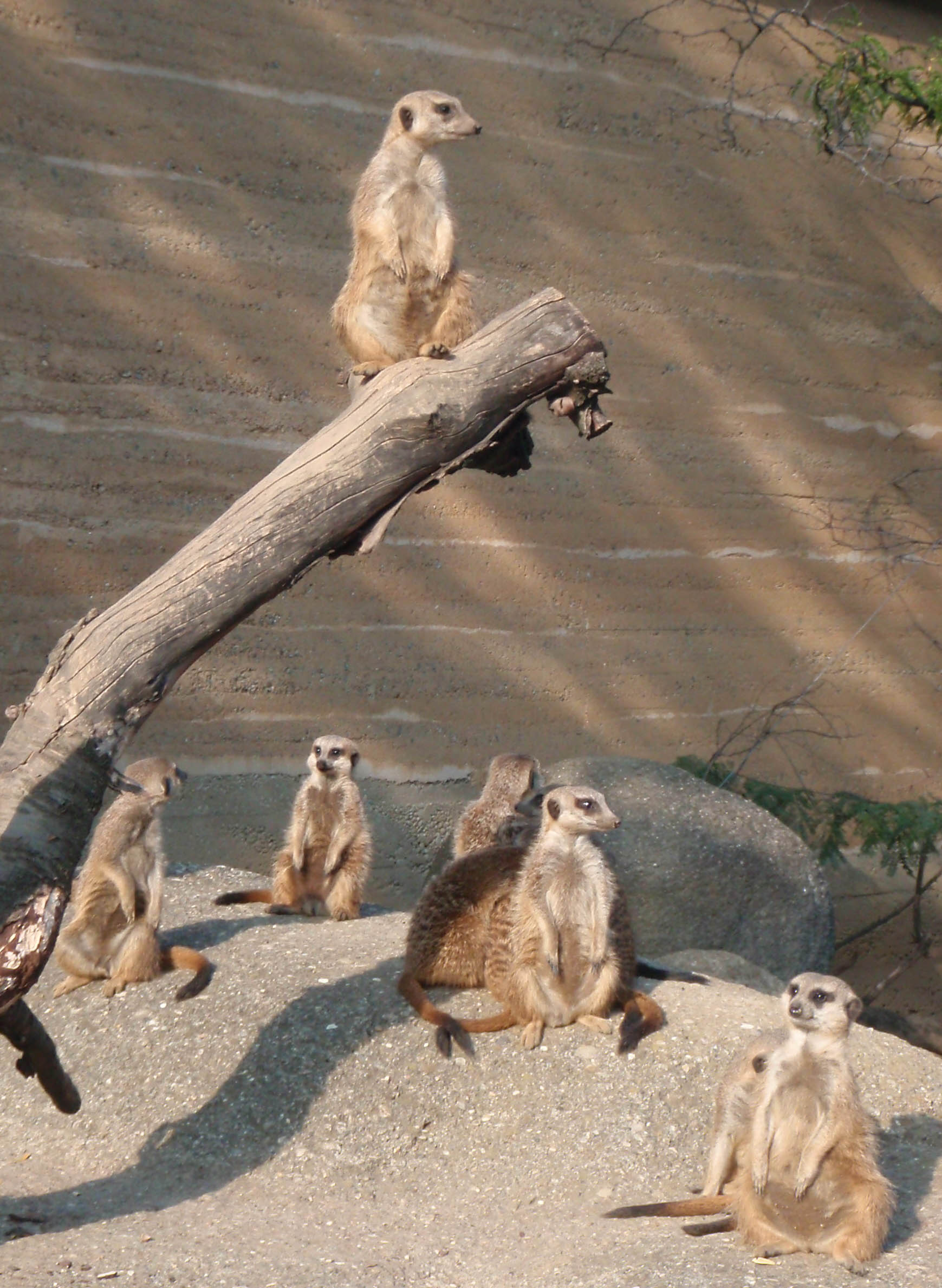
Một nhóm ở Vườn thú Basel
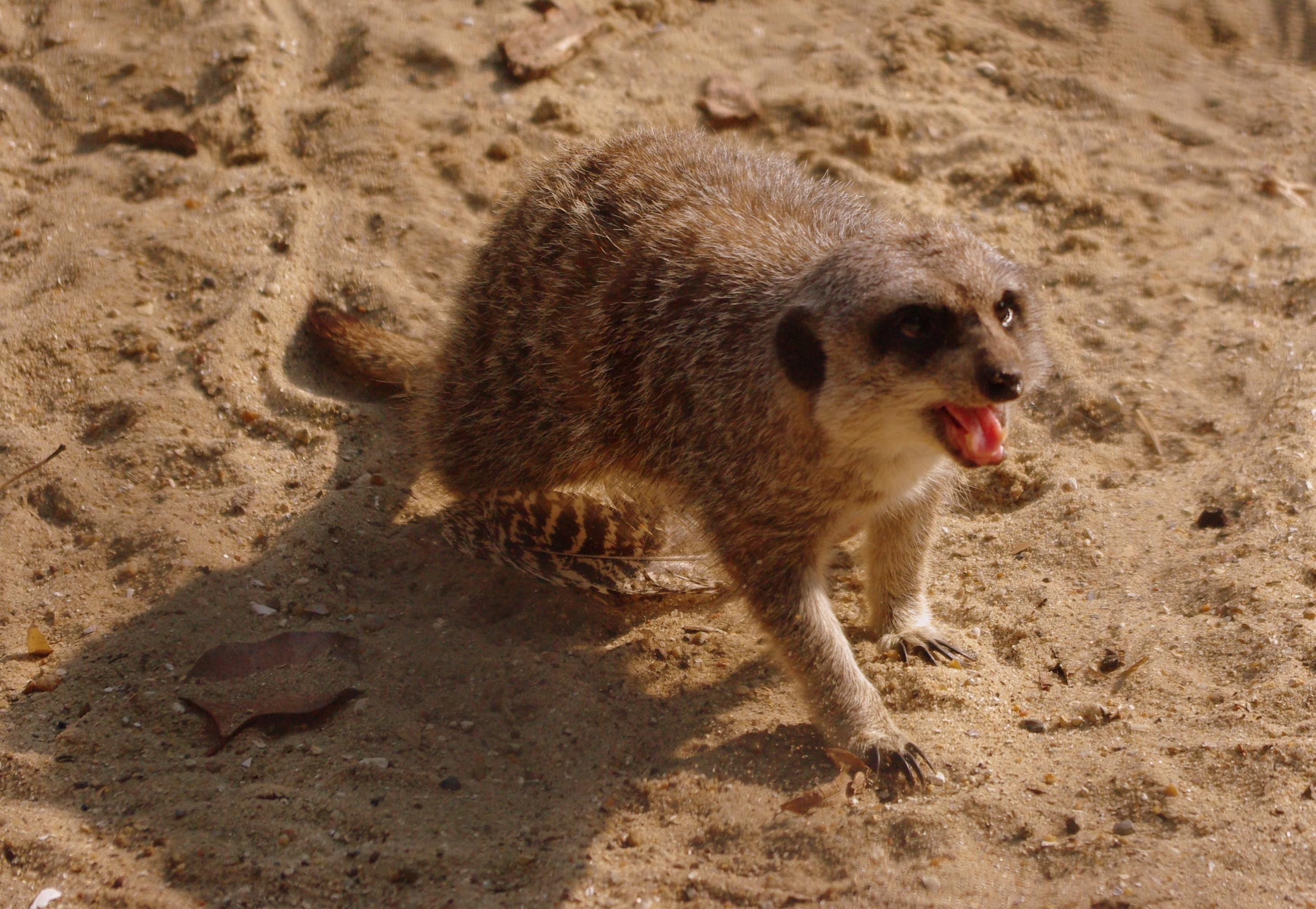
Đang đe dọa
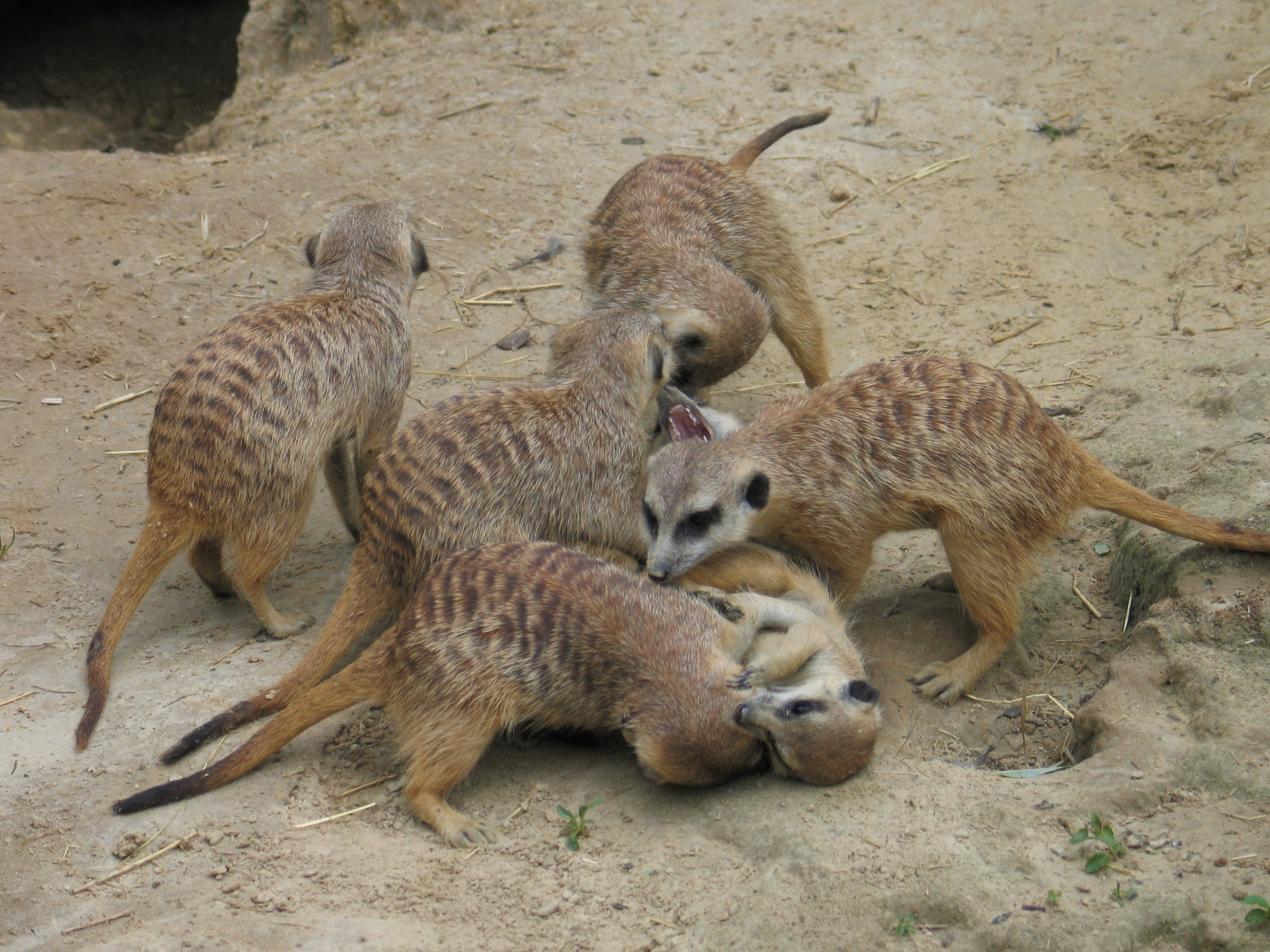
Một nhóm cầy
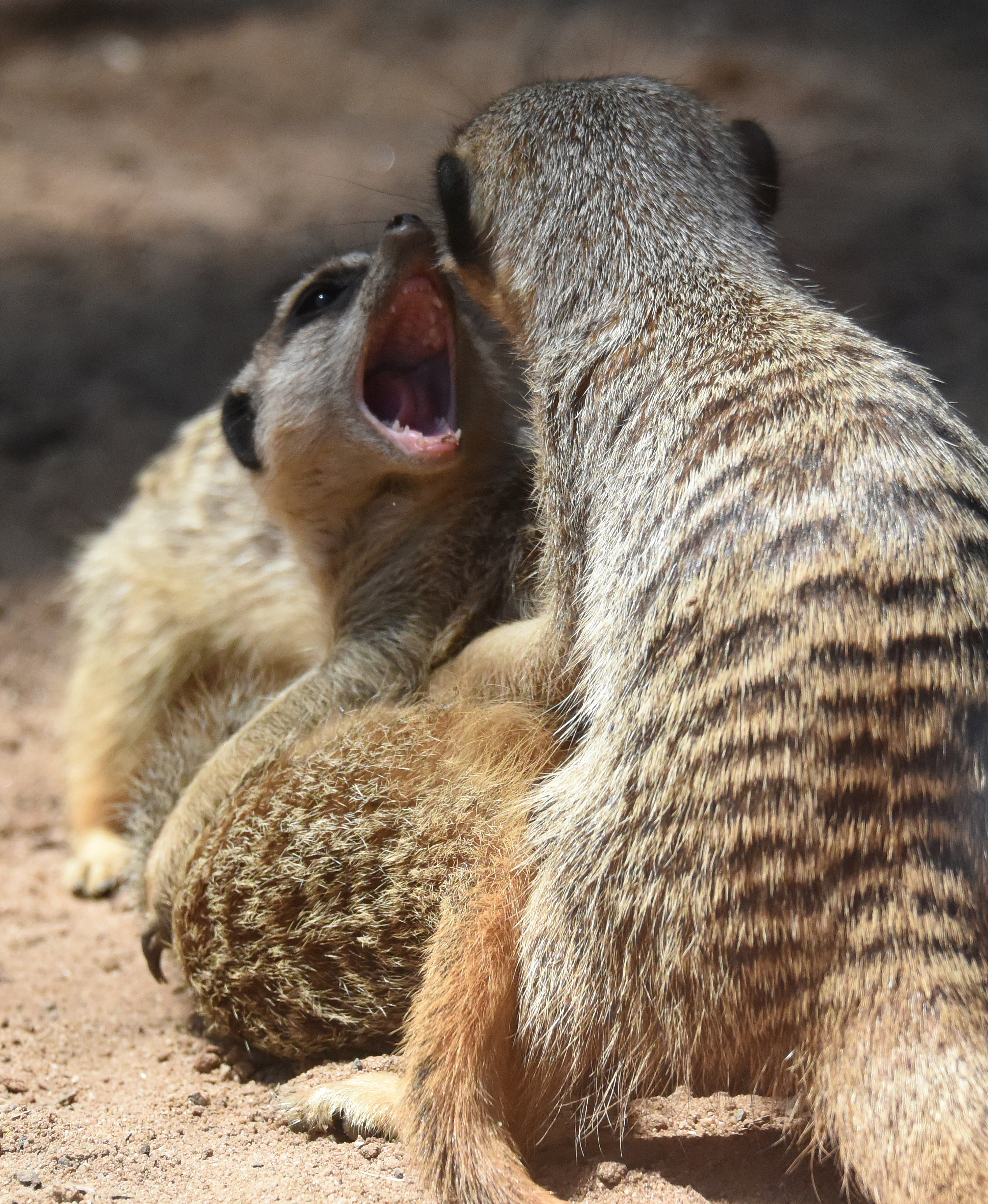
Gây hấn
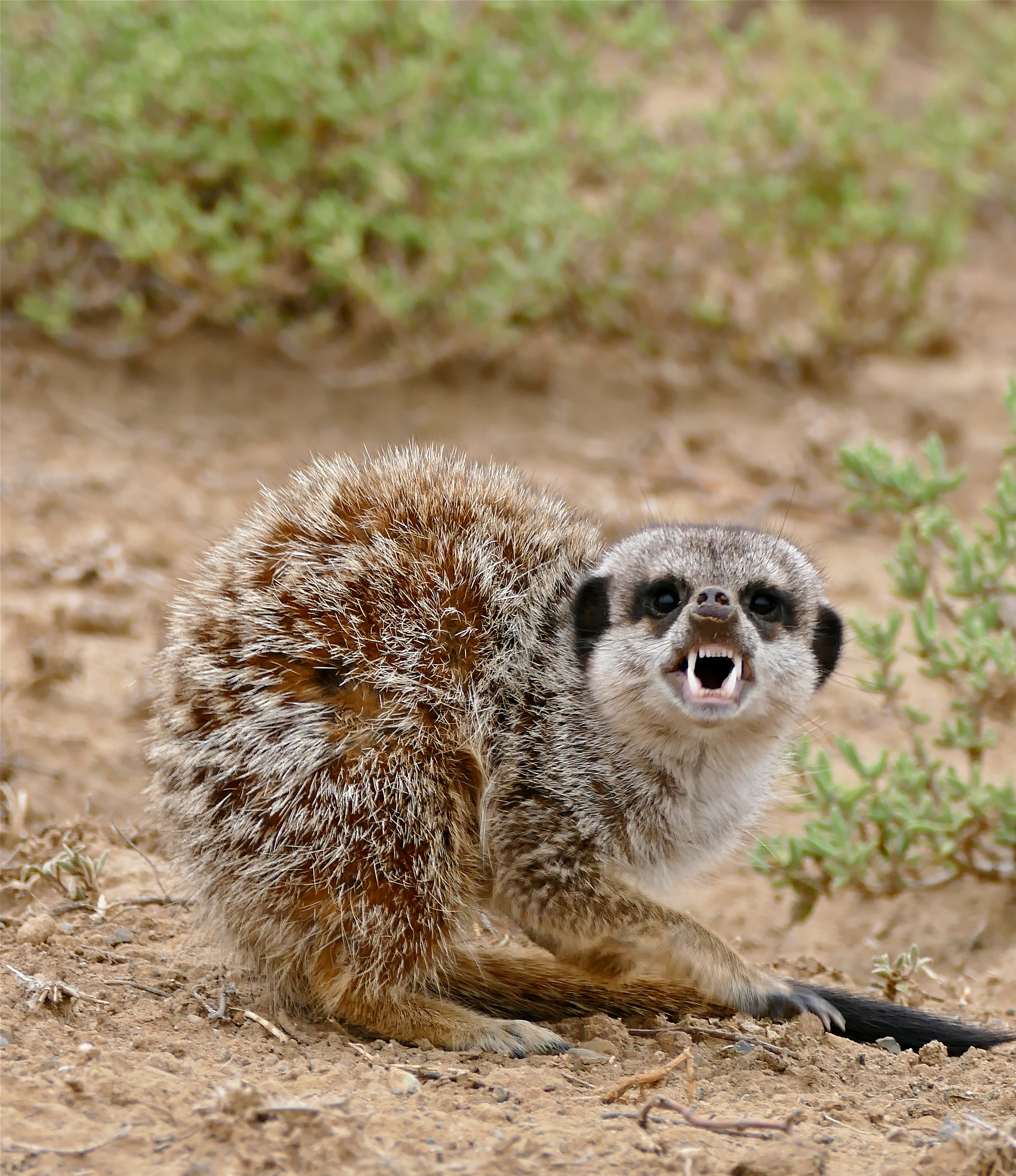
Đe dọa

## Liên kết Ngoài
- Animal Diversity – Meerkat, University of Michigan
- Meerkat enquiries on the increase – BBC Nottingham